# Trastorn de l'estat d'ànim

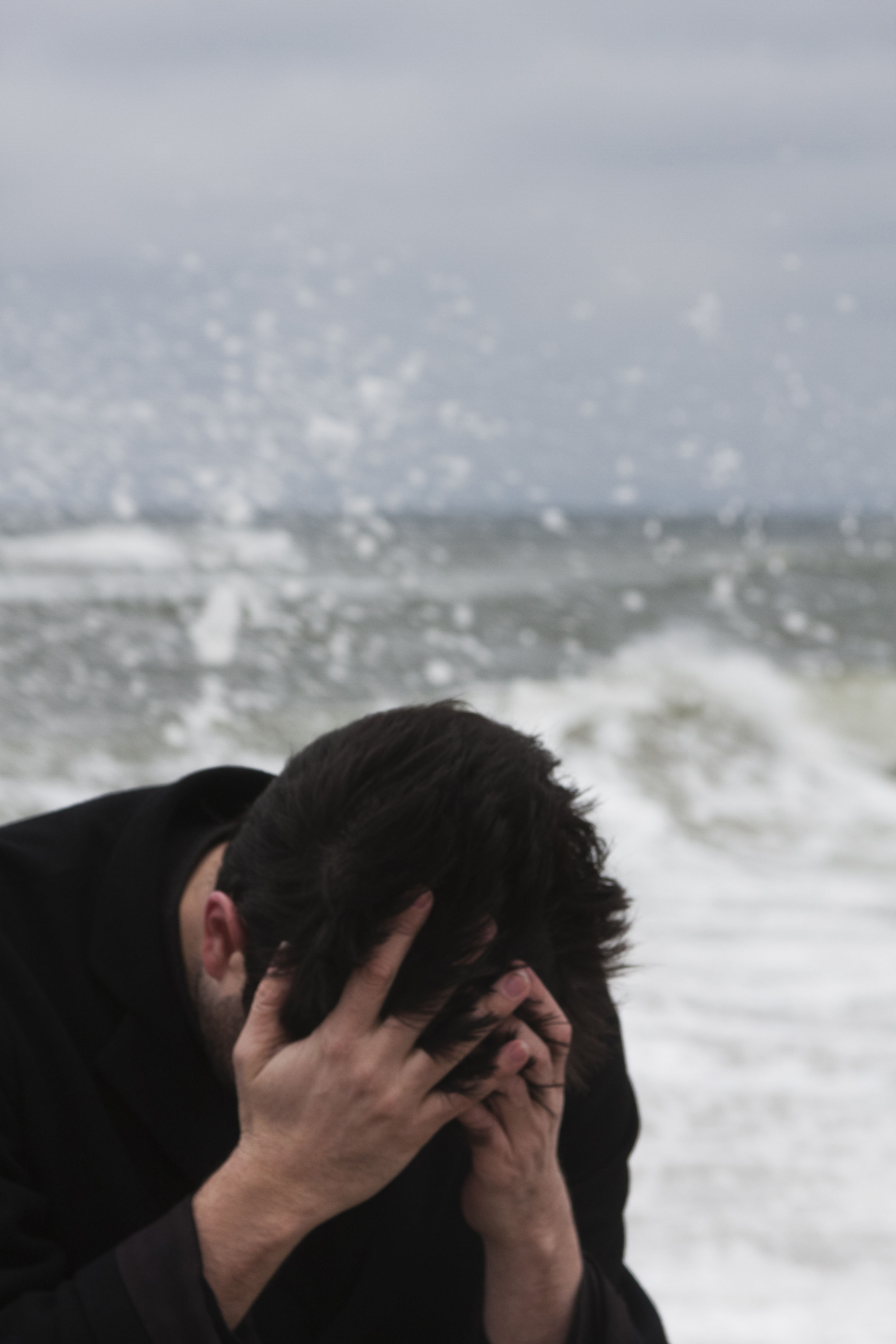
Representació del trastorn de l'estat d'ànim.

Els trastorns de l'estat d'ànim és el terme que reben un grup de trastorns definits pel Manual Diagnòstic dels Trastorns Mentals, per als quals es teoritzen una sèrie de característiques subjacents com a causa d'alteracions en l'estat d'ànim. El DSM-IV defineix uns episodis afectius, els quals poden ser de caràcter depressiu (estat d'ànim deprimit o pèrdua de l'interès o sensació de plaer) o maníac (estat d'ànim anormal i persistentment elevat, expansiu o irritable). Aquests episodis es combinarien generant diversos patrons, constituint així els diferents trastorns de l'ànim.
Originalment, el psiquiatre anglès Henry Maudsley va proposar una categoria de trastorns afectius. Posteriorment aquest terme va ser substituït per trastorn de l'estat d'ànim, terme que fa major èmfasi l'aspecte subjacent o longitudinal d'aquesta categoria.
Kay Redfield Jamison i altres, han estudiat els possibles enllaços entre els trastorns de l'estat d'ànim -especialment el trastorn bipolar- i la creativitat, concloent que alguns tipus de personalitat poden afavorir al mateix temps el patiment de trastorns de l'estat d'ànim i la creativitat. La relació entre depressió i creativitat sembla presentar-se amb major intensitat entre poetes i dones.

## Trastorns
Es caracteritzen per pertorbacions en l'estat d'ànim o un estat emocional prolongat.
- Depressió: la persona se sent aclaparada per la tristesa, perd interès en les activitats i mostra altres símptomes com culpa excessiva o sentiments de minusvalidesa.
- Demència: pertorbacions mentals que no es consideren responsables per les seves accions delictives.
- Psicosi: perd el contacte amb la realitat.
- Mania: es torna eufòrica extremadament activa i es distreu amb facilitat.
- Trastorn bipolar: s'alternen la mania i la depressió interrompudes de vegades per períodes d'un estat d'ànim normal.
- Distorsions cognitives: resposta il·lògica i inadaptada a esdeveniments negatius primerencs que condueixen a sentiments d'incompetència i minusvalidesa que són reactius cada vegada que sorgeix una nova situació semblant als esdeveniments originals.